# Судзуки Бундзи
Судзуки Бундзи (яп. 鈴木 文治; 4 сентября 1885, Курихара, префектура Мияги, Япония — 12 марта 1946) — японский политический и профсоюзный деятель, журналист, правореформистский деятель японского рабочего движения. Член Палаты представителей Японии.

## Биография
Христианин с 10-летнего возраста. После окончания в 1909 году Токийского университета работал в типографии Dai Nippon Printing, занимался журналистикой (в том числе в «Асахи симбун»), освещал проблемы бедности, читал проповеди в унитарной церкви Токио. В 1911 году он стал секретарём унитарианской группы, которую возглавлял Абэ Исоо. 
В 1912 году при содействии банкира Сибудзава создал организацию «Юайкай» (Братство), через которую стремился подчинить рабочее движение интересам капитала. В 1915 году присутствовал на съезде Американской федерации труда, где установил контакт с её руководителем С. Гомперсом.
В 1921—1940 годах — один из лидеров Японской федерации труда (Нихон родо содомэй). В 1926 году участвовал в создании Социал-демократической партии. На всеобщих выборах 1928 года был избран в Палату представителей. В 1940 году Сайто Такао был исключён из парламента за речь, в которой подверг сомнению «Священную войну» в Китае. Судзуки поддержал его, покинув свой пост вместе с несколькими другими членами парламента. В 1945—1946 годах — советник Социалистической партии Японии.